# ОУ „Гео Милев“ (Белозем)
ОУ „Гео Милев“ е основно училище в село Белозем (Пловдивско), разположено на улица „Родопи“ № 40, в центъра на селото. Преди е било средно училище. Директор на училището е Диана Генова.

## История
От средата на 19 век в село Герен (днес Белозем) се основават две училища – едното българо-православно, а другото българо-католическо. Училището е известно като католическо, основано през 1845 година от известен тогавашен първенец и богаташ дядо Михо, без помощта на други. Той отворил училището за своите 3 деца, а по-късно се записали много ученици. За сградата използвали сламена колиба, собственост на дядо Михо. Пръв учител станал даскал Петко от Саран-Бей. Заплатата му била 300 гроша, а условието-да учи децата толкова, колкото той знае. След това трябвало да се търси друг учител. От начало учениците били около 30, а възрастта им от 12 до 18 години.
След приключване на 5-ата година даскал Петко си заминал. Дядо Михо и двама първенци поканили още няколко състоятелни селяни да съберат пари за построяване на ново общоселско школо. Богаташите отказали, но 3-ма сами направили училището, което съществувало до 1882 година. На негово място било построено друго, а мястото било подарено от дядо Михо.
Новото училище имало три стаи – една за учителя, за обучение и параклис. За учител бил поканен даскал Ганчо от град Сопот. По същото време, докато съществувало училище в православната махала, жителите на католическата имали свое. Те се преселили тук от с. Калъчлии (днес квартал на Раковски) през 1840 година. Сред преселниците бил и дядо Гено Стойков-Чулака, който знаел да чете и пише на латиница, но използвал български думи. Той научил дъщеря си Пенка да чете и пише, а тя впоследствие обучавала свои приятелки в дома си. За една година групата нараснала до около 15 момичета и вече не било възможно обучението да се води в домашни условия. Със съдействието на заможни хора била отделена една стая в църквата за училище. Учело се само в неделя и празнични дни, в продължение на 1 – 2 часа. Обучението по латиница е било основно в продължение на почти 15 години.
През 1881 година за учител бил назначен Ченко Керин от с. Калъкчии, който започнал да преподава и българската азбука. Училището се посещавало от около 40 момчета и момичета. През 1883 година построили нова сграда за училище, а пет години по-късно още една в двора на църквата. Учениците вече били много и били разделени на две групи-момичета в едната сграда, момчета в другата.
В продължение на няколко години раздаването на свидетелства е ставало на 11 май след изпит. По-късно започват да присъстват и хора от селото. По време на Балканската война учителят е мобилизиран, училището е затворено. През 1921 година започва строежът на новата сграда на основното училище, завършил през 1924 година. Сливат се първоначално и основно училище. През 1928 година силно земетресение събаря втория етаж, засяга първия. Открива се неделно училище за жени. През 1937/38 година, няма поправителни изпити, тъй като годишните бележки на всички ученици са повишени с една единица по случай раждането на княз Симеон II.
До 1893 година католическото училище съществувало като частно. През 1894 година е било признато за основно народно, с една главна учителка Клотилда Касабова от с. Герен. Понеже учителката била една, учениците вече се обучавали само в по-новата сграда. Старата била съборена. През 1905 гододина се извършва ремонт на българското православно училище и за главен учител е назначен Борис Попниколов от село Балджиларе (днес с. Медово), Чирпанско, завършил в Самоковското богословно училище. Той става и главен учител в българо-католическото училище. Борис Попниколов започва да води първата летописна книга на училището от учебната 1905/1906 година. Назначена е съпругата на Борис-Мария Попниколова, завършила Пловдивската девичсека гимназия. Околийският инспектор посещава и двете училища. Раздаването на свидетелства ставало на 11 май, след изпит, проведен няколко дни по-рано с участието на делегати от съседните села: Автоево (Шишманци), Бей кьой (Болярино) и Дуванджи (Чалъкови). Училищата съвместно провеждат екскурзии до близки местности с цел опознаване на природата.
След ваканцията на 1945 година в село Белозем е открита гимназия. От град Пловдив се завръщат ученици от ІV, V, VІ клас. Започва изграждането на втори етаж на училищната сграда. Първият директор на гимназията е Петър Конов – висшист, историк от град Хисаря. До 1962 година завършват 10 випуска и се дипломират общо 477 ученика. Директори на гимназията са още: Г. Янков, Кр. Шишков, Я. Говедаров и А. Пенчев, който продължават да води училището по-нататък като основно. От 1959/60 г. гимназията се трансформира в селскостопански техникум. За първи път се открива занималня, която се посещава от 30 ученика. С участието на ученици и учители се довършва учебната работилница, ученическия стол и се огражда разширената част на училищния двор. Озеленява се училищният парк. От учебната 1988/89 годино училището е основно. Развива се богата училищна и извънучилищна дейност. Прави се основен ремонт на ел. инсталцията, залива се железобетонна плоча, асфалтира се училищният двор, игрищата и пистата. От 1990 година централната учебна сграда се отоплява с парна инсталация.
От за откриването на гимназията до обявяването на училището отново за средно негови директори са: А. Пенчев, Вл. Касабов, Д. Камбурска, Д. Шантова, И. Колвв, М. Георгиева. От 1991 година училището се преименува в СОУ. От 1998 година директор на училището е Йордан Йорданов.
От есента на 2017 г. ОУ „Христо Ботев““ в село Шишманци е преобразувано във филиал на ОУ „Гео Милев“.
От 2018 г. директор е Диана Генова. През януари 2020 г. е направена първата копка на нов физкултурен салон, който е завършен и открит на 17 февруари 2021 г.

## Директори
- Ана Ралева, 1921 г.
- Атанас Дончев, 1922-1923 г.
- Койчо Коев, 1923-1933 г.
- Георги Сеизов, 1933-1943 г.
- Петър Конов, – 1945 г.
- Георги Янков
- Кръстьо Шишков
- Янко Говедаров
- Ангел Пенчев, -1972 г.
- Владимир Касабов, -1976 г.
- Донка Камбурска, –1981 г.
- Донка Шентова, -1984 г.
- Иван Колев, 1984 г.
- Мария Георгиева, 1984-1998 г.
- Йордан Йорданов, 1998-2011 г.
- Мария Александрова, 2011-
- Диана Генова, 2018-

## Условия
През учебната 2010/2011 година в училището се обучават 320 ученици, от тях 112 с цигански произход. То разполага с 12 класни стаи, един кабинет по музика, една спортна зала и една зала за извънкласни дейности. Учениците са разпределени в осем паралелки от 1-ви до 8-и клас и една подготвителна група.

## Забележителности
Училището е известно със своите бели щъркели които гнездят на покрива му. Според специалисти от сдружение „Зелени Балкани“ през 2005 година в селото има общо 23 двойки щъркели с по 3 – 4 малки всяка, от тях 17 двойки са на училището. С това през същата година село Белозем е обявено за европейско селище на щъркелите, и става първото селище в България удостоено с тази европейска награда, присъждана дотогава на 7 села в няколко европейски страни. През 2011 година на покрива му има 20 щъркелови двойки.